# Въоръжени сили на Република Сръбска
Въоръжените сили на Република Сръбска (на сръбски: Војска Републике Српске) е армия на самопровъзгласилата се Република Сръбска, която съществува в периода от 1992 до 2006 година. През 2003 година започва процес на сливане във Въоръжените сили на Босна и Херцеговина, който завършва през 2006 година. До август 1995 година армията на РС разполага с около 80 000 офицери и войници.

## Ръководство
Началник-щаб на ВРС е генерал Ратко Младич , сега обвинен в Международния наказателен трибунал за бивша Югославия (МНТБЮ) за геноцид, заедно с други високопоставени сръбски офицери. Младич беше арестуван в Сърбия на 26 май 2011 г.

## Сухопътни войски
До август 1995 година организацията на сухопътните войски е следната:
- 1-ви Краински корпус
- 2-ри Краински коорпус
- Сараевско-Романийски корпус
- Източно-Босненски корпус
- Дрински корпус
- Херцеговински корпус

### Специални отряди
Специални отряди в армията на Република Сръбска в сила по време на войната в Босна:
- Гвардия „Пантери“
- Специален отряд „Мандо“
- Бели вълци
- Скорпиони
- Специален отряд „Пешо“

### Чуждестранни доброволци
По време на войната в Босна към армията на Република Сръбска се включват доброволци от Русия, Гърция, България, Полша, и др.

## Въоръжение

### Танкове
- М-84
- Т-54

### БТР и Бойни машини на пехотата
- М80
- M-60P
- БТР-50
- БРДМ-2
- BOV

### Артилерия
- Д-30
- М101
- QF 6 pounder
- M-46
- Д-20
- M84

### Реактивна система за залпов огън
- M63 „Пламен“
- M77 „Огън“
- M87 „Оркан“

### Противотанкови управляеми ракети
- Малютка
- 9К111-1 „Конкурс“

### Противотанкови оръдия
- Т-12

### Зенитни оръдия
- ЗСУ-57-2
- M53/59 Praga
- BOV (APC)
- ЗУ-23-2

### ПЗРК и ЗРК
- 9К32 Стрела-2
- Игла
- 2К12 Куб
- 9К31 Стрела-1

### Стрелкови оръжия
- Zastava M70
- Zastava M72
- Zastava M84
- Zastava M76
- М-79 Оса
- М80